# Джіліо Мартінат
Джіліо Мартінат (італ. Giulio Martinat; 24 лютого 1891, Турин, Італія — 26 січня 1943, Бєлгородський район, РРФСР) — італійський воєначальник, бригадний генерал. Кавалер Лицарського хреста Залізного хреста.

## Біографія
Учасник Першої світової війни. З 1937 року — начальник штабу 3-ї альпійської дивізії, потім — командир 11-го альпійського полку. В 1940 році очолював штаб 226-го корпусу, з яким брав участь у бойових діях проти Греції. В 1942 році був призначений начальником штабу Альпійського корпусу, який у складі 8-ї італійської армії воював на радянсько-німецькому фронті. Загинув у бою.

## Нагороди
- Медаль «За військову доблесть» (Італія)
  - 2 бронзових (11-12 лютого — 3 березня 1912, 1-2 січня 1915)
  - 2 срібних (6-7 липня 1936, 17-21 квітня 1941)
  - Золота (26 січня 1943; посмертно)
- Пам'ятна медаль Лівійської кампанії
- Пам'ятна медаль італо-австрійської війни 1915—1918
- Пам'ятна медаль об'єднання Італії
- Медаль Перемоги
- Пам'ятна медаль бойових дій у Східній Африці
- Кавалер Савойського військового ордена
- Залізний хрест 2-го і 1-го класу
- Лицарський хрест Залізного хреста (3 квітня 1943)